# Maskenbund
Maskenbünde gehören zu den Medizinbünden der Irokesen-Indianer.
Die Masken der Maskenbünde wurden aus Holz geschnitzt. Sie stellten oft menschenähnliche Wesen mit markanten Zügen dar. Nebst dem Bund der Falschgesichter verwendeten noch der Bund der Maisstrohgesichter, der Bund der Medizinmänner und der Idosbund Masken. Je nach Quelle ist der Idosbund identisch mit dem Bund der mystischen Tiere.
Der Zweck der Masken ist es nicht, etwas zu verbergen, sondern vielmehr um mythologische Gestalten zu porträtieren. Der Träger der Maske benimmt sich so, als ob er die bestimmte übernatürliche Person selbst sei.
Erzählungen nach trafen Jäger der Irokesen bei ihren Reisen hin und wieder quasimenschliche Wesen, welche in den Wäldern von Baum zu Baum huschten. Manchmal erschienen sie als körperlose Köpfe mit langen Haaren. Sie verlangten von den Jägern indianischen Tabak sowie Mais-Mus. Diese Wesen mit dem süßsauren Lächeln und den gebrochenen Nasen nannten die Seneca Great defender, die Onondaga hingegen The great humpbacked one. Die Wesen erschienen nur wenigen Indianern. Doch sie sind in den Mythen wohlbekannt. Die Irokesen versuchten, diese quasimenschlichen Wesen mit ihren Masken und den dazugehörigen Zeremonien zu imitieren.
Die Masken werden in der Literatur genau beschrieben. Sie haben oft tiefliegende Augen und eine überdimensional große Nase. Der Mund kann sehr verschieden sein. Einmal wird er zu einem Grinsen geformt, ein andermal zu einer Grimasse. Manchmal sind Zähne zu sehen, ein andermal eine Zunge. Die Masken sind üblicherweise rot oder schwarz bemalt.